# Erzeparchie Urmia
Die Erzeparchie Urmia (lat.: Archieparchia Urmiensis) ist eine im Iran gelegene Erzeparchie der chaldäisch-katholischen Kirche mit Sitz in Urmia.

## Geschichte
Die Erzeparchie Urmia wurde am 4. September 1890 errichtet.
Der Erzbischof der Erzeparchie Urmia verwaltet in Personalunion die Eparchie Salamas.

## Erzbischöfe der Erzeparchie Urmia
- Thomas Audo, 1892–1918
- Isaac-Jesu-Yab Khoudabache, 1930–1939
- Abel Zayia CM, 1939–1951
- Zaya Dachtou, 1951–1972
- Samuel Chauriz OAOC, 1974–1981
- Thomas Meram, 1983–2024
  - Sedisvakanz seit 6. Januar 2024